# Крикор Хугасян
Крикор Хугасян (на арменски: Գրիգոր Ղուկասյան) е български актьор от арменски произход.
Работи като асистент-режисьор. Умира на 18 февруари 2011 г. в гр. София.

## Филмография
- Лист отбрулен (2002) – гражданин
- Tuvalu (1999) – бездомник
- „Дунав мост“ (7-сер. тв, 1999)
- Пясъчен часовник (тв, 1999) – Фотографът с червената барета
- „Монтуриол, владетелят на света“ (1993) („Monturiol, el senyor del mar“), Испания – затворник 2
- Бай Ганьо (4-сер. тв, 1991) – арменския търговец в магазинчето във Виена (в 1 серия: I)
- Бай Ганьо тръгва из Европа (1991)
- Кмете, кмете (1990) – Делидушко
- Сляпа събота (1988)
- Съседката (1988)
- Да обичаш на инат (1986)
- Съдията (1986) – Кметът
- В името на народа (1984), 8 серии – Гельо
- Синът на Мария (1983)
- Мера според мера (1981), 7 серии – Комита
- Мера според мера (1981), 3 серии – Шпионинът
- Пътешествие (1980)
- Трампа (1978) – Организаторът
- Авантаж (1977) – Чичото на Румяна
- Звезди в косите, сълзи в очите (1977)
- ...И дойде денят (1973) – Келнерът с табличката